# Riemenschneider-Gymnasium
Das Riemenschneider-Gymnasium (RIG) ist ein Sprachliches, und Naturwissenschaftlich-technologisches Gymnasium in Würzburg. Die Eingangsfremdsprache ab der fünften Jahrgangsstufe ist Latein oder Englisch.

## Geschichte
Das dritte Gymnasium Würzburgs wurde zum Schuljahr 1886/87 am 4. Oktober 1886 unter dem Namen Königliches Neues Gymnasium als zweites humanistisches Gymnasium der Stadt eröffnet. Mitte der 1920er-Jahre war es das größte Gymnasium in Bayern mit mehr als 800 Schülern. Zur NS-Zeit wurde es in Oberschule am Rennweger Ring umbenannt. Nachdem es nach dem Krieg zunächst Altes Gymnasium genannt wurde, erfolgte 1960 die Umbenennung in Riemenschneider-Gymnasium in Erinnerung an den Bildhauer, Bürgermeister und Freiheitskämpfer Tilman Riemenschneider.
1970 folgte die Einführung des Neusprachlichen Zweigs, 1998 wurde der humanistische Zweig für die Einführung eines mathematisch-naturwissenschaftlichen Zweig aufgegeben und im selben Jahr endete durch die Auflösung des Kilianeums die 112-jährige Zusammenarbeit. Seit 2002 besteht die Möglichkeit bei Abwahl von Latein nach der 10. bzw. 9. Jahrgangsstufe, Spanisch als vierte Fremdsprache zu wählen. Seit der Errichtung des Neubaus auf dem Gelände des Siebold-Gymnasiums im Jahr 2008 können dort drei Unterrichtsräume sowie die Mensa mitgenutzt werden.

## Gebäude
Das Hauptgebäude ist ein dreigeschossiger Dreiflügelbau. Er wurde um 1880 im Stil der Neorenaissance aus hellem Sandsteinquadermauerwerk mit Rotsandsteingliederung errichtet. Daran angegliedert ein rückwärtiger Flügel. 1968 wurde das Gymnasium um einen zusätzlichen Flügel erweitert. Dabei handelt es sich um einen dreigeschossigen Flachdachbau, der zwischen die Seitenflügel eingespannt wurde. Seine Vorhangfassade wird durch Fensterbänder und ein im Stil des Brutalismus offen errichtetes Erdgeschoss mit Stahlbetonstützen gegliedert.
Das Gebäude des Riemenschneider-Gymnasiums steht unter Denkmalschutz.

## Schüler und Absolventen
Königliches Neues Gymnasium
- Michael von Faulhaber (1869–1952), Erzbischof von München und Freising
- Georg Meyer-Erlach (1877–1961), Chemiker und Studentenhistoriker
- Otto Haupt (1887–1988), Mathematiker
- Josef Stangl (1907–1979), Bischof von Würzburg

Oberschule am Rennweger Ring
- Julius Döpfner (1913–1976), Erzbischof von München und Freising
- Herbert A. Strauss (1918–2005), Historiker und Antisemitismusforscher; wurde 1935 vom Gymnasium ausgeschlossen

Riemenschneider-Gymnasium
- Anselm Grün (* 1945), Benediktinerpater, Autor und Referent
- Hartmut Göbel (* 1957), Neurologe, Schmerztherapeut und Psychologe
- Noach Heckel (* 1971), Kirchenrechtler
- Paul Reder (* 1971), (ernannter) Weihbischof in Würzburg
- Manuela Rottmann (* 1972), Juristin und Politikerin
- Manuel Hobiger (* 1982), Seismologe und Quizspieler
- Joachim Agne (* 1994), Ruderer

## Lehrer
- Arbogast Schmitt (* 1943), Gräzist und Hochschullehrer für klassische Philologie an der Philipps-Universität Marburg